# Anna Kiełbusiewicz

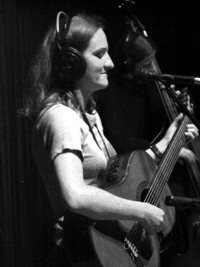
Anna Kiełbusiewicz

Anna Kiełbusiewicz (ur. 2 lutego 1974 w Świerklańcu, zm. 19 grudnia 2003) – pochodząca ze Śląska piosenkarka i malarka. W solowej twórczości muzycznej znana z interpretacji pieśni polskich i śląskich. Solistka zespołu folkowego – Orkiestra św. Mikołaja z Lublina. Założycielka zespołu Ania z Zielonego Wzgórza, którego repertuar to w głównej mierze energiczne piosenki w klimacie reggae, zagrane z jazzowym zacięciem oraz polskie ballady. Zajmowała się również twórczością plastyczną, jej ulubioną formą było malarstwo na szkle.

## Życiorys
Dzieciństwo spędziła w Tarnowskich Górach, gdzie ukończyła Państwową Szkołę Muzyczną im. I.J. Paderewskiego oraz I Liceum Ogólnokształcące im. S. Sempołowskiej. Następnie podjęła studia z zakresu historii sztuki na Katolickim Uniwersytecie Lubelskim.
Swą działalność muzyczną rozpoczęła w klubie Piwnica pod Farom przy Kościele NMP Królowej Pokoju w Tarnowskich Górach. Wykonywała wtedy pieśni religijne oraz poezję śpiewaną. W czerwcu 1994 roku zdobyła pierwsze miejsce na Festiwalu Sztuki Pierwszej w Tarnowskich Górach. Na Festiwalu Mikołajki Folkowe w 1996 roku, występując solo z repertuarem pieśni śląskich zdobyła pierwszą nagrodę.
Od 1998 była solistką Orkiestry św. Mikołaja. Była współautorką dwóch płyt Orkiestry św. Mikołaja: Z dawna dawnego i Jeden koncert.
Jesienią 2000 założyła wraz z Grzegorzem Lesiakiem przy Akademickim Centrum Kultury UMCS Chatka Żaka w Lublinie zespół Ania z Zielonego Wzgórza, w którym rozwijała swe zainteresowania pieśniami śląskimi. Grupa ta zdobyła I nagrodę na Festiwalu Nowa Tradycja 2001 organizowanym przez Polskie Radio. We wrześniu 2001 zespół zarejestrował materiał na debiutancka płytę.
19 grudnia 2003 wracając z koncertu, zginęła tragicznie w wypadku samochodowym pod Radomiem. Została pochowana w Tarnowskich Górach.

## Nagrody

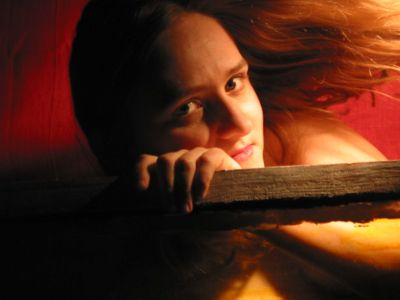

- I nagroda Festiwal Sztuki Pierwszej – 1994 Tarnowskie Góry
- I nagroda Scena Otwarta Festiwalu Mikołajki Folkowe – 1996 Lublin
- Nagroda Specjalna na Festiwalu Muzyki Folkowej Polskiego Radia Nowa Tradycja – 1998 Warszawa
- I nagroda na festiwalu Eurofolk w Częstochowie – 1998 Częstochowa
- III nagroda Folkowa Majówka w Radomiu – 1998 Radom
- Laureatka IV Ogólnopolskiego Festiwalu Piosenki Artystycznej – 2000 Rybnik
- Wyróżnienie na 36 Festiwalu Piosenki Studenckiej w Krakowie – 2000 Kraków
- Laureatka V Ogólnopolskiego Festiwalu Piosenki Artystycznej – 2001 Rybnik
- I nagroda dla zespołu Ania z Zielonego Wzgórza na Festiwalu Muzyki Folkowej Polskiego Radia „Nowa Tradycja” – 2001 Warszawa
- I nagroda XXIII Ogólnopolski Przegląd Piosenki Turystycznej „Pios Tur Gorol Song`2001” – 2001 Andrychów
- Wyróżnienie Masovia Folk Festiwal w Giżycku – 2001 Giżycko

## Twórczość plastyczna
Obraz Poleciał został wyróżniony w pierwszej edycji ogólnopolskiego konkursu Obraz Roku 2001, organizowanego przez redakcję czasopisma Art&Bizness.